# Рурский конфликт
Ру́рский конфликт (нем. Ruhrkrise) — кульминационные события международного военно-политического конфликта между Веймарской республикой и Францией по поводу выполнения требований союзников о репарациях после Первой мировой войны между Германской империей и державами-победительницами. В первую очередь связан с оккупацией франко-бельгийскими войсками в 1923 году Рурского промышленного региона. Ход и исход Рурского кризиса имели далеко идущее значение как для международных отношений с державами-победительницами и между ними, так и для внутриполитического развития Германии.

## Предыстория
Версальским договором 1919 года на Веймарскую республику возлагались обязательства по уплате репараций странам-победительницам в Первой мировой войне. На бескомпромиссном выполнении положений договора настаивал в первую очередь президент Франции Раймон Пуанкаре, защищавший экономические и политические интересы своей страны. При возникновении просрочек в поставках или платежах французские войска несколько раз входили на неоккупированные территории Германской республики. 8 марта 1921 года французские и бельгийские войска оккупировали города Дуйсбург и Дюссельдорф, находившиеся в Рейнской демилитаризированной зоне, тем самым обеспечив себе плацдарм для дальнейшей оккупации всего промышленного района в Рейнланд-Вестфалии. Франция получила возможность контролировать порты Дуйсбурга и получать точную информацию об общем размере экспорта угля, стали и готовой продукции из Рура. В Лондонском ультиматуме, от 5 мая 1921 года, устанавливался график выплаты репараций на общую сумму в 132 млрд золотых марок, а на случай отказа в качестве ответных мер предусматривалась оккупация Рурского региона.
Конец «политике исполнения» положил раздел Верхней Силезии, произведённый по инициативе Франции и воспринятый в Германии как оглушительное поражение: на референдуме о государственной принадлежности этой провинции 20 марта 1921 года Германия получила 59,4 %, а Польша — 40,6 %. Новый политический курс Берлина был ориентирован на борьбу с антигерманским франко-польским альянсом, чем в значительной степени и обусловлено заключение 16 апреля 1922 года Рапалльского договора с советской Россией. Рапалльский договор в свою очередь привёл к смене курса внешней политики Франции и непосредственно повлиял на её решение об оккупации Рура.
В 1922 году с учётом ухудшающейся экономической ситуации в Веймарской республике союзники отказались от репараций в денежной форме, заменив их натуральными выплатами (сталь, древесина, уголь). 26 сентября союзническая комиссия по репарациям единогласным решением зафиксировала факт отставания Германии по срокам репарационных поставок. Когда 9 января 1923 года комиссия по репарациям заявила, что Веймарская Республика умышленно задерживает поставки (в 1922 году вместо требуемых 13,8 млн тонн угля — только 11,7 млн тонн, а вместо 200 000 телеграфных мачт — только 65 000), Франция использовала это как повод для ввода войск в Рурский регион.

## Оккупация Рура и пассивное сопротивление

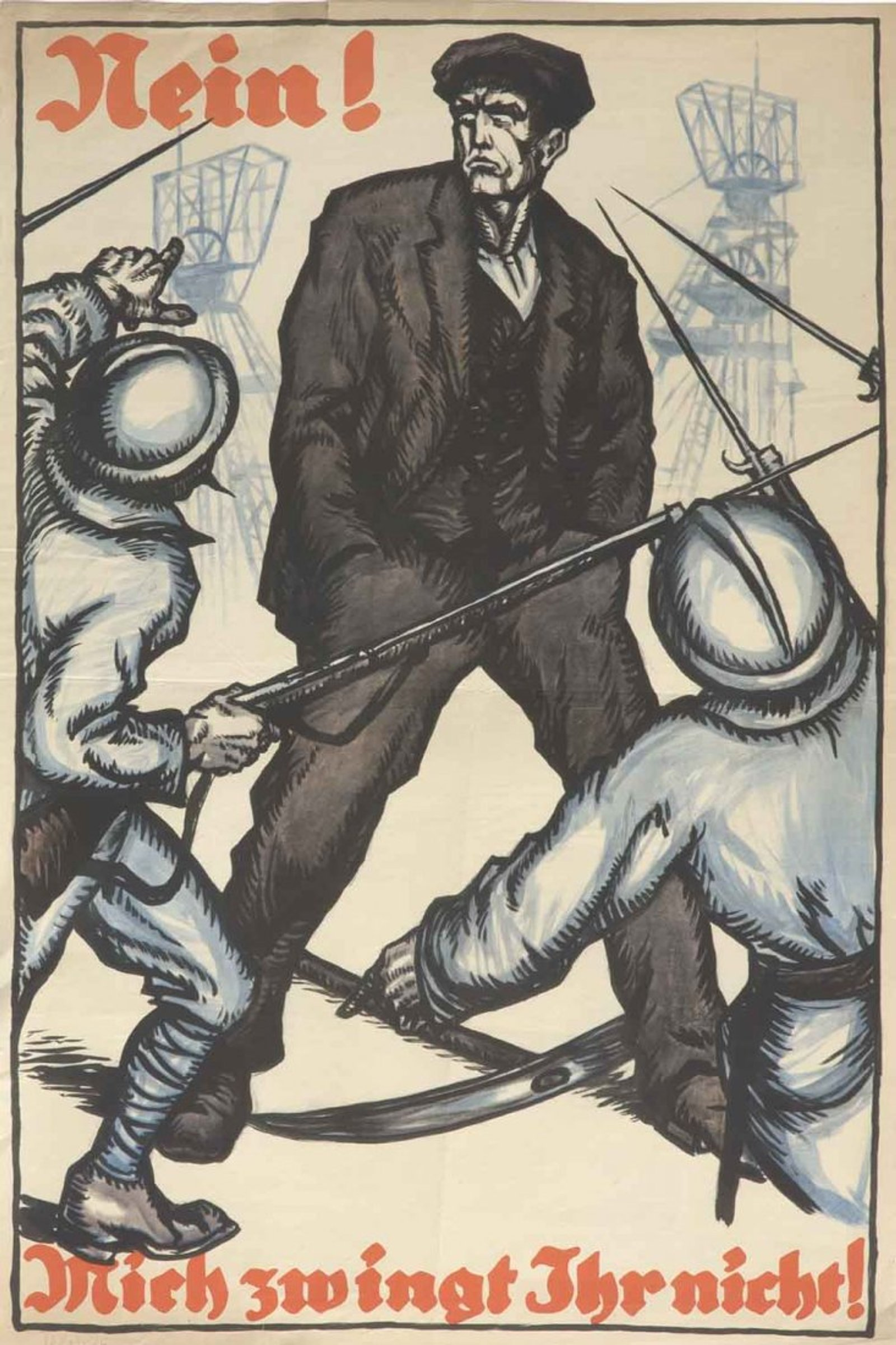
Нет, вы меня не заставите! Пропагандистский плакат.

В период с 11 по 16 января 1923 года французские и бельгийские войска численностью первоначально 60 тыс. человек (позднее до 100 тыс.) оккупировали всю территорию Рурского региона, взяв находившиеся там мощности по производству угля и кокса в качестве «производственного залога» в обеспечение исполнения Германией своих репарационных обязательств. В результате оккупации было занято около 7 % послевоенной территории Германии, где добывалось 72 % угля и производилось более 50 % чугуна и стали. Однако премьер-министр и министр иностранных дел Франции Раймон Пуанкаре стремился при этом добиться присвоения Рейнланду и Руру (Рурской области) статуса, аналогичного статусу Саарского региона, где принадлежность территории Германии носила только формальный характер, а власть находилась в руках французов.
Ввод оккупационных войск вызвал в Веймарской республике волну народного гнева. Правительство во главе с беспартийным рейхсканцлером Вильгельмом Куно призвало население к «пассивному сопротивлению». Выплата репараций была прекращена, промышленность, управленческий аппарат и транспорт охватила всеобщая забастовка. Некоторые предприятия и ведомства отказались подчиняться распоряжениям оккупантов. Франция отреагировала на это назначением 150 тыс. штрафов, которые порой сопровождались высылкой с оккупированной территории. Бывшие члены фрайкора и коммунисты организовывали акты саботажа и совершали нападения на оккупационные войска. Оккупационные власти отвечали карательными операциями, в результате которых в накалившейся ситуации погибло 137 человек. В целях устрашения к смертной казни за шпионаж и саботаж был приговорён и казнён член фрайкора Альберт Лео Шлагетер, возведённый впоследствии немецкой пропагандой в ранг мученика.
Помимо пассивного сопротивления, наносившего экономический ущерб, в борьбе с оккупантами использовалось и языковое давление: все заимствованные из французского языка слова заменялись немецкими (например, вместо Kantine — Werksgasthaus (столовая для персонала), вместо Telefon — Fernsprecher (Телефон), вместо Trottoir — Gehweg (Тротуар) или вместо automatisch — selbsttätig (автоматический)).
Во время пассивного сопротивления германское государство взяло на себя выплату заработной платы рабочим Рурского региона за счёт дополнительного выпуска денег, что обходилось ему примерно в 40 миллионов марок в день. Длительное время эта ситуация продолжаться не могла, поскольку обострение экономического кризиса, инфляция, простой производства и недобор налогов негативно сказывались на экономике Германии.

## Результаты
26 сентября 1923 года новый рейхсканцлер Густав Штреземан был вынужден объявить о прекращении пассивного сопротивления. Общий урон экономике от рурского конфликта составил по разным данным от 4 до 5 млрд золотых марок. Окончание конфликта сделало возможной денежную реформу, которая была условием пересмотра условий репараций. Это окончательно положило конец фазе инфляции, которая началась еще в 1914 году.
Под давлением США и Великобритании Франция подписала соглашение МИКУМ (фр. Mission interalliée de Contrôle des Usines et des Mines (MICUM) — союзническая контрольная комиссия по фабрикам и шахтам Рура) 1923—1924 годов. Оккупация Рурского региона завершилась в соответствии с принятым в 1924 году планом Дауэса в июле — августе 1925 года.

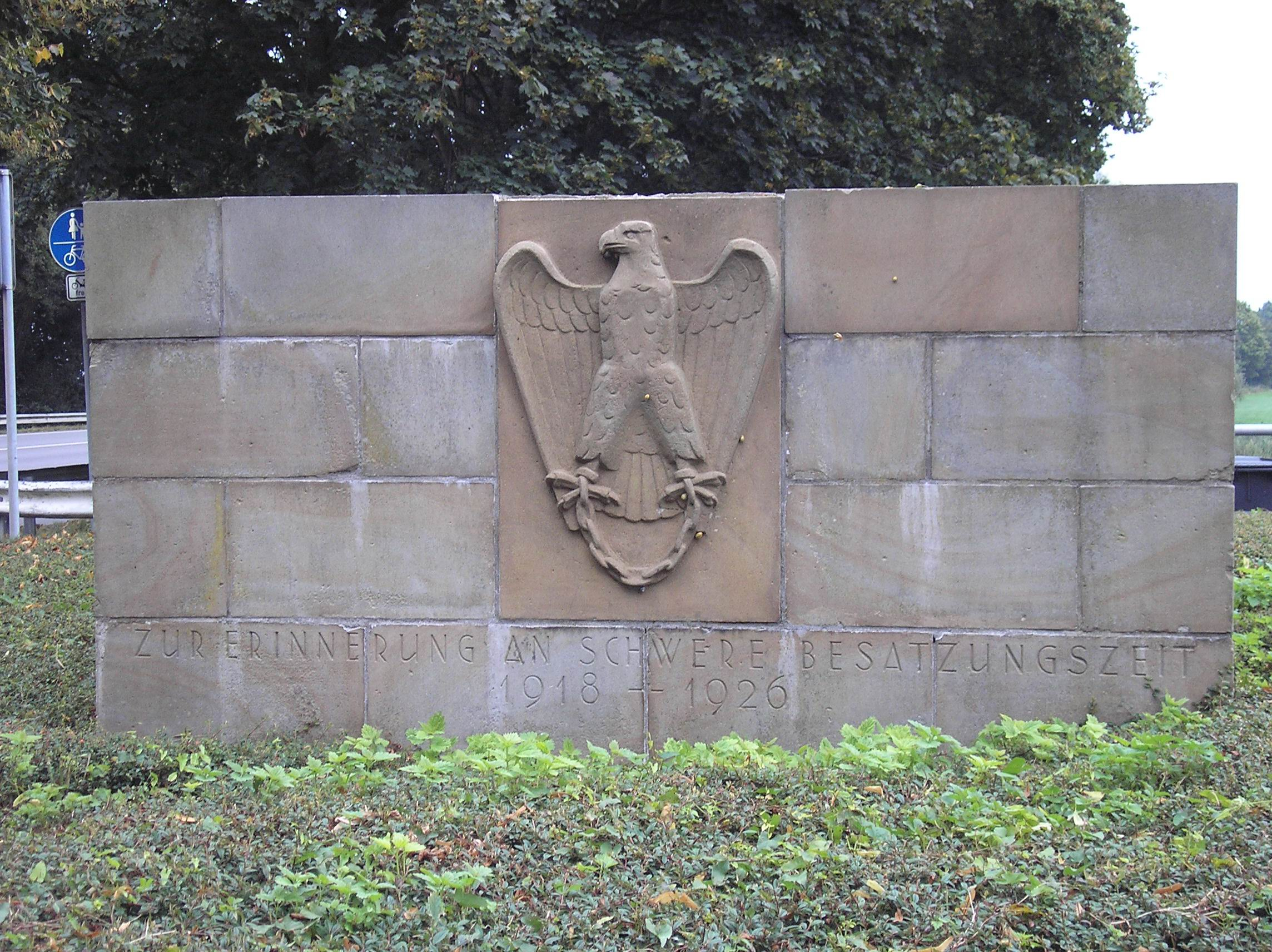
Мемориал в Клеве, посвящённый времени оккупации.

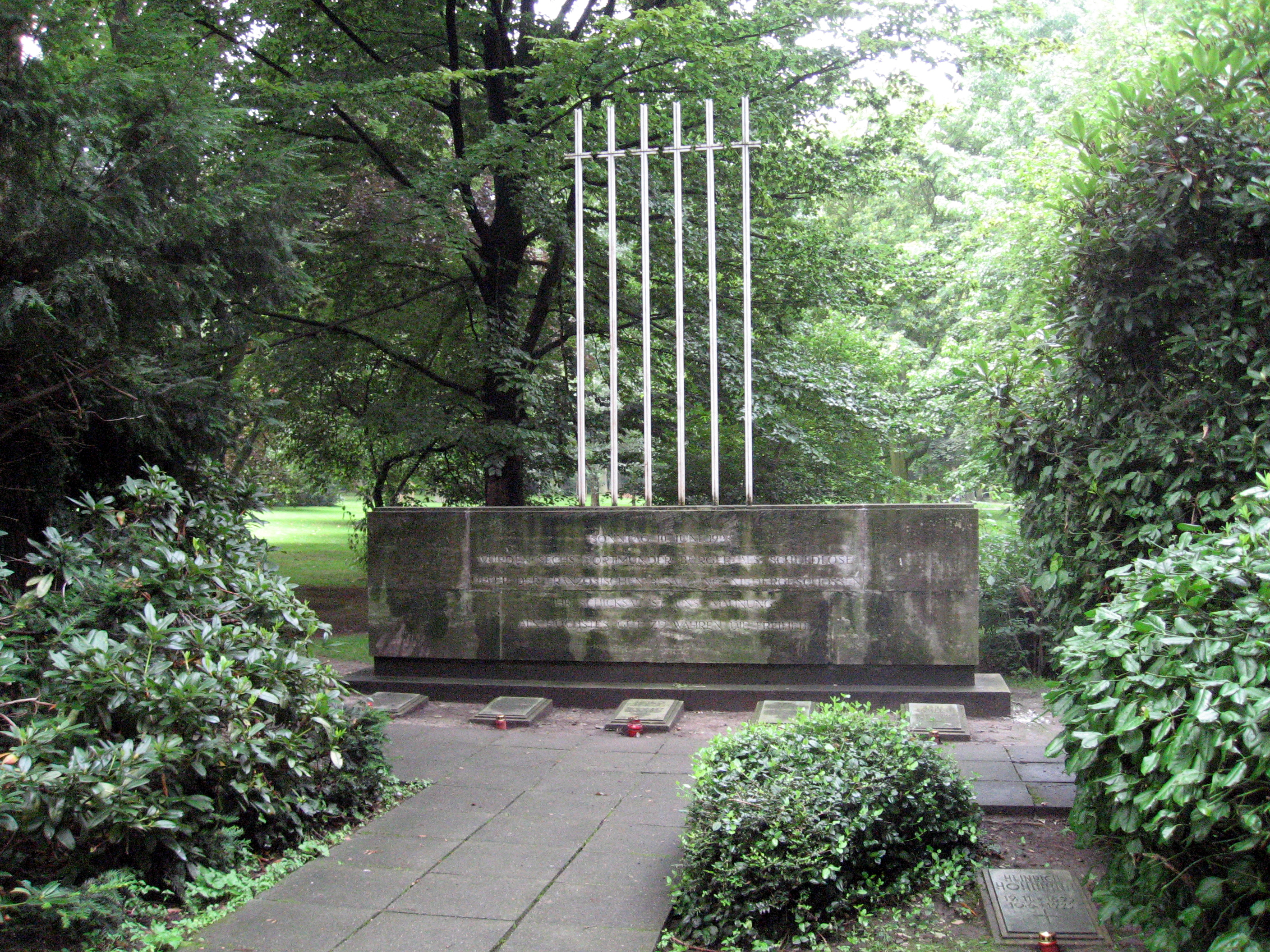
Памятник заложникам, расстрелянным французами в Дортмунде во время конфликта.

### На русском языке
- Гитлер, Адольф // Большая советская энциклопедия : в 66 т. (65 т. и 1 доп.) / гл. ред. О. Ю. Шмидт. — М. : Советская энциклопедия, 1926—1947.
- Рурский конфликт 1922–23 : [арх. 15 июня 2024] // Румыния — Сен-Жан-де-Люз [Электронный ресурс]. — 2015. — С. 40. — (Большая российская энциклопедия : [в 35 т.] / гл. ред. Ю. С. Осипов ; 2004—2017, т. 29). — ISBN 978-5-85270-366-8.
- Пискунов С. А. Рурский конфликт 1923 г. // Хронос
- Сорвина М.Ю. Рур в огне // «Знание — сила». — 2023,  №2. — С. 98–102

### На других языках
- Michael Ruck: Die Freien Gewerkschaften im Ruhrkampf 1923, Frankfurt am Main 1986;
- Barbara Müller: Passiver Widerstand im Ruhrkampf. Eine Fallstudie zur gewaltlosen zwischenstaatlichen Konfliktaustragung und ihren Erfolgsbedingungen, Münster 1995;
- Stanislas Jeannesson: Poincaré, la France et la Ruhr 1922—1924. Histoire d’une occupation, Strasbourg 1998;
- Elspeth Y. O’Riordan: Britain and the Ruhr crisis, London 2001;
- Conan Fischer: The Ruhr Crisis, 1923—1924, Oxford / New York 2003;
- Gerd Krumeich, Joachim Schröder (Hrsg.): Der Schatten des Weltkriegs: Die Ruhrbesetzung 1923, Essen 2004 (Düsseldorfer Schriften zur Neueren Landesgeschichte und zur Geschichte Nordrhein-Westfalens, 69);
- Gerd Krüger:  «Aktiver» und passiver Widerstand im Ruhrkampf 1923, in: Besatzung. Funktion und Gestalt militärischer Fremdherrschaft von der Antike bis zum 20. Jahrhundert, hrsg. von Günther Kronenbitter, Markus Pöhlmann und Dierk Walter, Paderborn / München / Wien / Zürich 2006 (Krieg in der Geschichte, 28) S. 119—130.